# Kiverci
Kiverce (ukrajinsky Ківерці, Kiverci; rusky Киверцы, Kivercy; polsky Kiwerce) jsou město ve Volyňské oblasti na Ukrajině. Nachází se zhruba 14 kilometrů na sever od Lucku, správního střediska oblasti, a jedná se o železniční uzel. Žije zde přibližně 14 tisíc obyvatel.
Kiverci se začalo rozvíjet koncem 19. století kolem významné železniční stanice a městem se stalo v roce 1951.

## Významní rodáci
- Bożena Truchanowska - polská malířka, kreslířka a ilustrátorka.